# GEM (アイドルグループ)
GEM（ジェム）は、かつて存在した日本の女性アイドルグループ、ダンス&ボーカルグループ。2012年に結成、2018年に解散。SUPER☆GiRLS、Cheeky Paradeに続くレーベル第3弾アーティストとしてデビュー、妹分にはわーすたがいた。当時の所属事務所はエイベックス・マネジメント。当時の所属レーベルはiDOL Street。

## 概要
2012年12月25日、SUPER☆GiRLSのクリスマス公演で結成が発表され、スターティングメンバーとして、金澤・森岡・大関・南口・熊代・村上・武田・坂元・伊山・浅川・内村の11名が公開された。2013年4月1日、伊藤・小栗・平野が追加メンバーとして加入、4月7日には大関がiDOL Streetを卒業し、メンバーは13名となった。
2013年6月11日、SUPER☆GiRLSの日本武道館公演で正式メンバーとして金澤・伊藤・森岡・南口・熊代・小栗・村上・武田・伊山・平野の10名が発表された。
2016年6月25日の公演をもって、武田が約2年間海外留学するために活動を休止。また、新メンバーとして野口・西田の2名が加入することを発表。武田が帰国するまでの間は11名体制となった。
だが同年8月31日に野口の脱退が発表され、以降は10名体制で活動。6thシングル「Spotlight」から音楽ディレクターに175RのISAKICKが就任したが、2018年3月31日をもって解散し5年3か月の活動に幕を閉じた。リーダーを務めた金澤有希は「（GEMとして）武道館公演することが出来なくて本当に悔しい。情けない。」と述べている。

## 略歴

### 2012年
- 11月23日、ストリート生に対してGEMの結成とスターティングメンバーが発表された[12][13]。
- 12月25日、『SUPER☆GiRLS EveryBody JUMP!! 2012 FINAL 〜X'mas Special〜 Vol.1 Vol.2』（中野サンプラザ）で結成が発表された。

### 2013年
- 4月1日、iDOL Streetストリート生 定期公演『ストリーーーーーグ』の最終公演で、伊藤・小栗・平野が追加メンバーとして加入することが発表された[注 2]。
- 4月7日、大関が、この日をもってiDOL Streetを卒業することが発表された[5]。
- 6月11日、『SUPER☆GiRLS 生誕3周年記念SP アイドルストリートカーニバル 日本武道館 〜超絶少女たちの挑戦2013〜』で正式メンバー10名が発表された[6][7]。
- 10月14日、『アイドル収穫祭 〜iDOL Street EXPO 2013〜』（日本青年館）で、2014年1月1日にGEMがメジャーデビューすることが発表された[14]。
- 11月17日、GEMのオフィシャルウェブサイトを開設[15]。

### 2014年
- 1月1日、メジャーデビューシングル「We're GEM!」を発売。オリコンデイリー5位、週間12位[注 3]。
- 6月4日、2ndシングル「Do You Believe?」を発売。オリコンデイリー7位、週間9位。
- 7月3日、初の冠レギュラーラジオ番組『GIRLS♥GIRLS♥GIRLS =RED ZONE=「GEM★カラット」』（FM-FUJI）が放送開始。
- 9月13日、初のワンマンライブ『GEM Live Mixture2014 初ワンマン!! 〜夢に輝け！Go for it★〜』（新宿BLAZE）を開催。
- 12月17日、3rdシングル「Star Shine Story」を発売。オリコンデイリー1位、週間5位。

### 2015年
- 6月28日、結成2周年記念公演『GEM Live Mixture 2015 〜2nd Anniversary〜』（赤坂BLITZ）を開催。ミュージックカード「No Girls No Fun」「You You You」「Delightful Days」を発売。
- 7月6日、伊藤がスキル向上を図るために活動休止することが発表された[16]。
- 9月30日、4thシングル「Baby, Love me!」を発売。オリコンデイリー10位、週間18位。
- 10月1日、伊藤が活動を再開[注 4]。

### 2016年
- 1月3日、初の冠レギュラーテレビ番組『GEM can do it?』（Pigoo HD）が放送開始。
- 1月17日、武田が、Cheeky Paradeの山本真凜・鈴木真梨耶とともにロサンゼルスに2年間留学することが発表された。2016年6月25日の「iDOL Street Carnival 2016 6th Anniversary 〜RE:Я|LOAD〜」が活動休止前の最後のステージとなる。
- 3月18日、伊山が貧血の治療に専念するため活動休止することが発表された[18]。
- 3月23日、5thシングル「Fine! 〜fly for the future〜」を発売。オリコンデイリー3位、週間3位。1stアルバム『Girls Entertainment Mixture』を発売。オリコンデイリー9位、週間14位。
- 4月13日、伊山が活動を再開[注 5]。
- 6月11日、結成3周年記念公演『GEM Premium Mixture 2016 〜3rd Anniversary〜』（新宿BLAZE）を開催。
- 6月25日、『iDOL Street Carnival 2016 6th Anniversary 〜RE:Я|LOAD〜』をもって、武田が留学の為に活動を休止。新メンバーとして野口・西田が加入し、武田を除く11名体制となる[8]。
- 7月20日、6thシングル「Spotlight」を発売。オリコン週間17位。
- 8月31日、野口が脱退[9]。
- 10月9日、初のファンクラブツアー『GEM'S TRAVELING 〜Let's BBQ〜』を開催。

### 2017年
- 1月4日、『アイドル・ダンス・バトル 2017』で優勝。出演アイドルはChu-Z、Dancing Dolls、J☆Dee'Z、P.IDL、むすびズム[21]。
- 1月5日 - 3月5日、初のライブツアー『GEM 1st全国TOUR 〜YUMENO TSUBOMI〜』を開催[22]。
- 2月5日 - 5月6日、全国対バンライブツアー『全国対バンTOUR 〜YUMEENO KIZUNA〜』を開催。
- 2月15日、7thシングル「Sugar Baby」を発売。オリコンデイリー5位、週間9位。
- 3月12日、ファンクラブツアー『東編：GEM'S TRAVELING 〜Let's Strawberry〜』を開催。
- 4月15日、ファンクラブツアー『西編：GEM'S TRAVELING 〜KYOTO E OIDEYASU〜』を開催。
- 6月12日、結成4周年記念公演『GEM 4th Anniversary Live 〜YUMENO TSUBOMI〜』（新宿BLAZE）を開催。
- 7月14日、テレビ東京系アニメ「妖怪ウォッチ」のエンディングテーマを同日から担当する新ユニット「妖ベックス連合軍[注 6]」に、伊藤・森岡・村上の3名が参加することが発表された[23]。
- 8月3日、南口が『週刊ヤングジャンプ』の企画であるサキドルエースSURVIVAL SEASON7にエントリー。表紙、並びに水着グラビアが掲載された[24]。
- 8月16日、ミュージックカード「キミと僕。/最強 Summer!!」を発売。
- 9月18日、『GEM LIVE 2017〜evolve〜』(東京キネマ倶楽部)を開催。コンセプトが異なる「LUNA from GEM」「SOL from GEM」という2つの新グループを発表し、お披露目した[25]。
- 9月30日 - 10月1日、ファンクラブツアー『GEM'S TRAVELING 〜GEM NO UNDOKAI〜』を開催。
- 11月4日 - 12月9日、韓国JTBCのバラエティ番組「校則違反修学旅行」（全6回）に小栗・西田がレギュラー出演。
- 11月26日、「グループの諸般の事情」により、予定されていた主催ライブ全公演の中止が発表された[26]。 また12月1日にはSHOWROOMで配信していた「金曜日だよ！GEMなう。」とメンバーの個人配信、ファンクラブサイト「S.P.C」内コンテンツの配信中止が発表された。
- 12月18日、「専属契約違反となる行為が発覚した」として、村上・伊山の無期限活動休止が発表された[27]。

### 2018年
- 1月15日、同年3月31日をもってグループの活動を終了し、解散することが発表された[10]。
- 3月25日、留学につき活動休止中だった武田を含めた9名で、ラストライブ『GEM LAST STAGE 〜Thank you GEMILY〜』（山野ホール）を開催。なお、武田はライブ後に再出国し留学を継続した（現在は帰国している）。
- 3月31日、解散[28]。

### 2022年
- 10月10日、SUPER☆GiRLS『金澤有希 プロデュース公演 "ありがとう 〜これが私のアイスト道〜"』で一日限りの復活を果たした[29]。

## メンバー
2023年2月15日の時点で、解散時メンバーのなかでエイベックスを離れたのは、金澤、伊藤、森岡、熊代、小栗、武田、西田である。一方、元メンバー、元スターティングメンバーを含めて、芸能活動を一切行っていないのは小栗、野口、大関、坂元、内村のみである。
| 氏名                        | 生年月日               | 出身地           | 血液型           | 愛称                     | 加入期           | avex アイドルオーディション2010 | My GEM / カラー / RGB                             | 在籍期間                       | 備考 |
| 解散時のメンバー            | 解散時のメンバー       | 解散時のメンバー | 解散時のメンバー | 解散時のメンバー         | 解散時のメンバー | 解散時のメンバー                | 解散時のメンバー                                  | 解散時のメンバー               | 解散時のメンバー |
| --------------------------- | ---------------------- | ---------------- | ---------------- | ------------------------ | ---------------- | ------------------------------- | ------------------------------------------------- | ------------------------------ | --- |
| 金澤 有希 かなざわ ゆうき   | 1993年5月1日（32歳）   | 北海道           | AB型             | ゆうきりん ゆうちゃん    | 3期              | -                               | アメジスト 紫 R194 G123 B212                      | 2013年6月11日 - 2018年3月31日  | SUPER☆GiRLSの元メンバー (2018年12月 - 2023年2月) 解散時最年長およびリーダー Touchの元メンバー 元AKB4810期研究生 元e-Street SAPPORO → 元e-Street TOKYOリーダー（3代目） |
| 伊藤 千咲美 いとう ちさみ   | 1995年5月3日（30歳）   | 愛知県           | O型              | ちさるん                 | 3期              | 2次審査進出                     | パール クリーム色 / パールホワイト R232 G223 B152 | 2013年6月11日 - 2018年3月31日  | 元 BlooDyeのメンバー (2019年6月 - 2020年8月) 元 7☆3のメンバー (2018年4月 - 2019年9月) 妹は元チームしゃちほこの伊藤千由李 第4回全日本アニソングランプリファイナリスト 2015年7月6日から9月30日までスキル向上のため活動休止 元w-Street NAGOYA                                                            |
| 森岡 悠 もりおか ゆう       | 1996年7月9日（28歳）   | 福岡県           | A型              | ちゃんまん               | 3期              | 2次審査進出                     | シトリン 黄色 R245 G255 B120                      | 2013年6月11日 - 2018年3月31日  | 『ナルミヤシンデレラオーディション2007（福岡大会）』審査員特別賞 元w-Street FUKUOKAリーダー（初代） → 元e-Street TOKYO |
| 南口 奈々 みなみぐち なな   | 1997年10月5日（27歳）  | 大阪府           | B型              | なっちー みなみちゃん    | 3期              | -                               | アクアマリン 水色 R200 G240 B255                  | 2013年6月11日 - 2018年3月31日  | 2018年4月1日、芸名を南ななこに改名 万葉シャオニャン（現：大阪☆春夏秋冬）の元メンバー 元w-Street OSAKAリーダー（2代目） |
| 熊代 珠琳 くましろ じゅりん | 1997年12月31日（27歳） | 大阪府           | B型              | じゅりん じゅりんりん    | 3期              | -                               | ブラックダイヤモンド 黒 R25 G25 B25               | 2013年6月11日 - 2018年3月31日  | 元 ONE CHANCEメンバー (2018年7月 - 2020年10月) サリジュアの元メンバー a-nation'09 アクトダンサー 雑誌『ダンス・スタイル・キッズ』1期生 元w-Street OSAKA → 元e-Street TOKYO |
| 小栗 かこ おぐり かこ       | 1998年1月2日（27歳）   | 愛知県           | A型              | かこちん おかこ          | 3期              | -                               | アレキサンドライト ピンク R214 G0 B87             | 2013年6月11日 - 2018年3月31日  | 元 ONE CHANCEメンバー (2018年7月 - 2019年6月) ダンスリーダー（2016年11月 - 2018年3月） DELUXE COLORS!の元メンバー a-nation'11 アクトダンサー 元w-Street NAGOYA |
| 武田 舞彩 たけだ まあや     | 1998年8月21日（26歳）  | 福井県           | O型              | まあや                   | 3期              | 2次審査進出                     | スタールビー 赤 R230 G15 B15                      | 2013年6月11日 - 2018年3月31日  | 2016年6月25日から2018年3月31日まで留学のため活動休止 元w-Street NAGOYA |
| 平野 沙羅 ひらの さら       | 1999年1月18日（26歳）  | 兵庫県           | O型              | さららん さらお さらとん | 3期              | -                               | ペリドット 黄緑 / ライトグリーン R174 G182 B16    | 2013年6月11日 - 2018年3月31日  | 元 ONE CHANCEメンバー (2018年7月 - 2020年10月) Tip-Lipの元メンバー 元w-Street OSAKA |
| 西田 ひらり にしだ ひらり   | 2001年6月30日（23歳）  | 静岡県           | O型              | ひいちゃん               | -                | -                               | スターサファイア 青                               | 2016年6月25日 - 2018年3月31日  | 元 ONE CHANCEメンバー (2018年7月 - 2020年10月) 解散時最年少 『民謡民舞少年少女東京大会』優勝（2015年） |
| 元メンバー                  |                        |                  |                  |                          |                  |                                 |                                                   |                                | |
| 野口 もなみ のぐち もなみ   | 2000年12月27日（24歳） | 京都府           | A型              | もなみん                 | -                | -                               | インペリアルトパーズ 金色                         | 2016年6月25日 - 8月31日        | 『Girls Street Auditon』タレント・女優部門合格者 |
| 村上 来渚 むらかみ らな     | 1998年1月14日（27歳）  | 大阪府           | O型              | らなちん 村の神          | 3期              | -                               | エメラルド 緑 R40 G200 B90                        | 2013年6月11日 - 2018年1月31日  | Tip-Lipの元メンバー Diable Winter Collectionカタログモデル 2017年12月18日から2018年1月31日まで活動休止 元w-Street OSAKA |
| 伊山 摩穂 いやま まほ       | 1999年1月13日（26歳）  | 神奈川県         | B型              | まほち ファイオパ        | 3期              | 2次審査進出                     | ファイヤーオパール オレンジ R255 G160 B0          | 2013年6月11日 - 2018年1月31日  | 元 Town Pop Pocketサポートメンバー (2024年10月 - 2025年4月) 元 DEAR KISSメンバー (2018年4月 - 2022年12月) JSDA（日本ストリートダンス協会）検定「アドバンス」合格 2016年3月18日から4月13日まで治療に専念するため活動休止 2017年12月18日から2018年1月31日まで活動休止 元e-Street TOKYOリーダー（2代目） |
| 元スターティングメンバー    |                        |                  |                  |                          |                  |                                 |                                                   |                                | |
| 大関 凪 おおぜき なぎ       | 1996年8月16日（28歳）  | 北海道           | 不明             | なぎち                   | 3期              | -                               | サファイア R100 G85 B255                          | 2012年12月25日 - 2013年4月7日  | 元 CANDYSのメンバー（2020年9月 - 2023年4月22日） 元 Albeuのメンバー（2020年1月 - 5月） 2015ファイターズガールのメンバー 元e-Street SAPPOROリーダー（初代） |
| 坂元 葉月 さかもと はづき   | 1998年9月9日（26歳）   | 兵庫県           | O型              | はーちん                 | 2期追加          | 3次審査進出                     | ロードライトガーネット R230 G75 B160              | 2012年12月25日 - 2013年6月11日 | わーすたの元メンバー hanarichuの元メンバー（兼務） 元w-Street OSAKAリーダー（3代目） |
| 浅川 梨奈 あさかわ なな     | 1999年4月3日（26歳）   | 埼玉県           | B型              | なぁぽん                 | 3期              | -                               | ローズクォーツ R248 G187 B187                     | 2012年12月25日 - 2013年6月11日 | SUPER☆GiRLSの元メンバー 元e-Street TOKYO |
| 内村 莉彩 うちむら りさ     | 2000年6月20日（24歳）  | 宮崎県           | A型              | りさ                     | 3期              | -                               | ダイヤモンド R255 G255 B255                       | 2012年12月25日 - 2013年6月11日 | SUPER☆GiRLSの元メンバー 元w-Street FUKUOKA → 元e-Street TOKYO |

解説
1. ↑  森岡との混同を避けるため、iDOL Street加入後に付けられた[33]。
2. 1 2 3 4 5 6 7  スターティングメンバー期間：2012年12月25日 - 2013年6月11日
3. ↑  当時は「金沢有希」名義
4. 1 2 3  スターティングメンバー期間：2013年4月1日 - 2013年6月11日
5. ↑  「ゆうちゃんまん」が縮められたもの
6. 1 2  初期の設定では森岡のMy GEMはペリドットだったが、明るい笑顔をイメージさせるイエローの宝石にしたいという運営側の意向から、よりイエローに近いシトリンへ変更となり、ペリドットは平野に割り当てられた。
7. ↑  自身のブログなどで「☆JURIN★」の表記が用いられるが、これは熊代が小学生当時に着用していた星のピアスに由来するという[41]。
8. ↑  アレキサンドライトは当たる光によって色変化を起こす性質を持つことから、表情豊かなパフォーマンスが持ち味の小栗に割り当てられた。
9. ↑  ボルドー / ワインレッドからピンクとなり[45]、2013年8月の定期公演から衣装のカラーも変更された[46]。長らく公式RGB値が発表されていなかったが2015年3月1日に発表された。
10. ↑  「さらおっさん」の略。地元の幼馴染である親友がつけた愛称。
11. ↑  主に村上が使用する
12. ↑  2016年11月20日開催の『GEM Live Mixture 2016 〜4th STAGE〜』で、ミルキー・クォーツ（銀色）からの変更が発表された[49]。
13. ↑  名前の由来は、『未来少年コナン』の登場人物「ラナ」だという[50]。
14. 1 2  契約解除の公式発表はないが、伊山のコメントに記載あり[51]。
15. ↑  ファイヤーオパールを省略したもの
16. 1 2  2014年2月23日、SUPER☆GiRLSのパシフィコ横浜公演で、元Party Rocketsの渡邉幸愛と共に新メンバーとして正式加入[58]。

### 在籍タイムライン
2012年12月25日 - 2018年3月31日

## コンセプト
「GEM」には、「宝石」（「磨かれていきながら宝石となれ」）の意味に加え、「Girls Entertainment Mixture（少女たちのエンターテイメント集合体）」の意味が込められている。
「アイポップ&ダンスグループ」をコンセプトとし、アーティスト性が強いことを特徴とする。パフォーマンスにおいては「ガツガツ踊り、ガツガツ歌う」をコンセプトとする。統括プロデューサーの樋口はGEMについて、「エイベックス王道のダンス&ボーカルグループをアイドルがやるとこうなるというのを見せたい。振り付けの難易度を高くし、コールを促すような楽曲は目指さない」という趣旨の発言をしていた。
2016年からコンセプトは『100%ダンス&ボーカルグループ+100%アイドル=200%ダンスボーカルアイドル』となっている。

### My GEM
GEMのメンバーにはそれぞれ「My GEM（マイジェム）」という決められた宝石があり、GEMのメンバーカラーにあたる。詳細は「メンバー」の節を参照のこと。

### 白GEM/黒GEM
GEMの楽曲の世界観は大きく「白GEM」「黒GEM」の2つに分類された。
- 白GEM：アイドルポップス路線（アイドル性の高い楽曲）
- 黒GEM：クラブミュージック路線（アーティスト性の高い楽曲）

の様に対極的な意味合いを持ち、楽曲やパフォーマンスの振れ幅を表現している。特に3rdシングル「Star Shine Story」以降の楽曲では、2つの世界観が曖昧にならない様に製作者もセパレートしていくと、樋口は語っている。楽曲だけではなく、衣装、セットリスト、その他全体的な構成として、いずれかの世界観をコンセプトとしたライヴも行われた。

### LUNA from GEM/SOL from GEM
2017年9月18日、『GEM LIVE 2017〜evolve〜』(東京キネマ倶楽部)において、「LUNA from GEM」「SOL from GEM」という2つの新グループを発表。LUNAは「GIRLY＆CUTE」をコンセプトとし、GEMの「女の子らしさ」や女の子の「かわいい」を表現する。SOLは「COOL＆EDGE」をコンセプトとし、歌やダンスを通してGEMの「かっこいい」「とがっている」部分を表現する。メンバーは、LUNAが金澤・伊藤・森岡・南口・西田。SOLが熊代・小栗・村上・伊山・平野。

## 作品

### シングル

#### インディーズ
| 枚 | 発売日        | タイトル               | 収録曲 | 動画           | 規格品番  | 備考 |
| -- | ------------- | ---------------------- | ------ | -------------- | --------- | ---- |
| 1  | 2013年7月27日 | Speed up / Do it Do it | -      | 「Speed up」MV | ANXV-0622 |      |

#### メジャー
| 枚 | 発売日         | タイトル                     | 収録曲                         | 動画                               | オリコン週間最高位 | 販売形態                         | 規格品番                               | 備考                                                                                                   |
| -- | -------------- | ---------------------------- | ------------------------------ | ---------------------------------- | ------------------ | -------------------------------- | -------------------------------------- | --- |
| 1  | 2014年1月1日   | We're GEM!                   | BFF PAN-PAKA-PAN!(Song by GEM) | 「We're GEM!」MV                   | 12位               | CD+DVD CD                        | AVCD-39138/B AVCD-39139 AVC1-39140     | CD+DVD盤 CDのみ盤 イベント会場・mu-moショップ限定盤                                                    |
| 2  | 2014年6月4日   | Do You Believe?              | Like A Heartbeat               | 「Do You Believe?」MV              | 9位                | CD+DVD CD                        | AVCD-39171/B AVCD-39172 AVCD-39173     | CD+DVD盤 CDのみ盤 イベント会場・mu-moショップ限定盤                                                    |
| 3  | 2014年12月17日 | Star Shine Story             | Can’t Stop Loving              | 「Star Shine Story」MV             | 5位                | CD+Blu-ray CD ミュージックカード | AVCD-39198/B AVC1-39199 AQZ1-76783〜93 | CD+Blu-ray盤 イベント会場・mu-moショップ限定盤                                                         |
| -  | 2015年6月28日  | No Girls No Fun              | -                              | -                                  | -                  | ミュージックカード               | AQZ1-77085〜95                         | イベント会場&mu-moショップ限定商品（絵柄違いの全11種）                                                 |
| -  | 2015年6月28日  | You You You                  | -                              | -                                  | -                  | ミュージックカード               | AQZ1-77096〜106                        | イベント会場&mu-moショップ限定商品（絵柄違いの全11種）                                                 |
| -  | 2015年6月28日  | Delightful Days              | -                              | -                                  | -                  | ミュージックカード               | AQZ1-77107〜17                         | イベント会場&mu-moショップ限定商品（絵柄違いの全11種）                                                 |
| 4  | 2015年9月30日  | Baby, Love me!               | The Brand-New Girl             | 「Baby, Love me!」MV               | 18位               | CD+Blu-ray CD ミュージックカード | AVCD-39235/B AVC1-39236 AQZ1-77151〜60 | CD+Blu-ray盤 イベント会場・mu-moショップ限定盤 イベント会場・mu-moショップ限定商品（絵柄違いの全10種） |
| 5  | 2016年3月23日  | Fine! 〜fly for the future〜 | -                              | 「Fine! 〜fly for the future〜」MV | 3位                | CD+Blu-ray CD                    | AVCD-39241/B AVC1-39242〜52            | CD+Blu-ray盤 イベント会場・mu-moショップ限定商品（絵柄違いの全11種）                                   |
| 6  | 2016年7月20日  | Spotlight                    | fRiEnDs ONE                    | 「Spotlight」MV 「ONE」MV          | 17位               | CD+Blu-ray CD ミュージックカード | AVCD-39269/B AVCD-39270 AQZ1-39271〜81 | CD+Blu-ray盤 CDシングル盤 イベント会場・mu-moショップ限定商品（絵柄違いの全11種）                      |
| 7  | 2017年2月15日  | Sugar Baby                   | WHAT IF 夢の蕾                 | 「Sugar Baby」MV                   | 9位                | CD+Blu-ray CD                    | AVCD-39327/B AVCD-39328 AVC1-39329〜39 | CD+Blu-ray盤 CDのみ盤 イベント会場・mu-moショップ限定商品（全10種）                                    |
| -  | 2017年8月16日  | キミと僕。/最強 Summer!!     | -                              | -                                  | -                  | ミュージックカード               | AVZ1-39367〜77                         | イベント会場・mu-moショップ限定商品(絵柄違いの全11種)                                                  |

### アルバム

#### メジャー
| 枚 | 発売日        | タイトル                    | オリコン週間最高位 | 販売形態      | 規格品番                                    | 備考                                          |
| -- | ------------- | --------------------------- | ------------------ | ------------- | ------------------------------------------- | --------------------------------------------- |
| 1  | 2016年3月23日 | Girls Entertainment Mixture | 14位               | CD+Blu-ray CD | AVCD-39258〜9/B AVCD-39260〜1 AVCD-39262〜3 | 2CD＋Blu-ray (Type-A) 2CD(Type-B) 2CD(Type-C) |

### 楽曲
| No. | 楽曲名                       | 白GEM/黒GEM | 収録盤                                           | 参加メンバー                             | 備考                                               |
| --- | ---------------------------- | ----------- | ------------------------------------------------ | ---------------------------------------- | -------------------------------------------------- |
| 1   | Speed up                     | 黒GEM       | iDOL Street ストリーーーーーグ                   | GEM（STARTING MEMBER）                   |                                                    |
| 1   | Speed up                     | 黒GEM       | BESTREET                                         | GEM（STARTING MEMBER）                   |                                                    |
| 1   | Speed up                     | 黒GEM       | GEM Speed up/Do it Do it                         | GEM                                      | 正式メンバーによる再レコーディング&リマスタリング  |
| 1   | Speed up                     | 黒GEM       | 1stアルバム『Girls Entertainment Mixture』       | GEM                                      | Type-C CD(Disc-2)に収録                            |
| 2   | Do it Do it                  | 黒GEM       | iDOL Street ストリーーーーーグ                   | GEM（STARTING MEMBER）                   |                                                    |
| 2   | Do it Do it                  | 黒GEM       | BESTREET                                         | GEM（STARTING MEMBER）                   |                                                    |
| 2   | Do it Do it                  | 黒GEM       | GEM Speed up/Do it Do it                         | GEM                                      | 正式メンバーによる再レコーディング&リマスタリング  |
| 2   | Do it Do it                  | 黒GEM       | 1stアルバム『Girls Entertainment Mixture』       | GEM                                      | Type-C CD(Disc-2)に収録                            |
| 3   | EMERGE!!                     | 黒GEM       | 1stアルバム『Girls Entertainment Mixture』       | 武田                                     | Type-C CD(Disc-2)に収録                            |
| 4   | Just! Call Me                | 白GEM       | 2ndシングル「Do You Believe?」                   | GEM                                      | CDのみ盤に収録                                     |
| 4   | Just! Call Me                | 白GEM       | 1stアルバム『Girls Entertainment Mixture』       | GEM                                      | Type-A CD(Disc-2)に収録                            |
| 5   | The Brand-New Girl           | 白GEM       | 4thシングル「Baby,Love me!」                     | GEM                                      |                                                    |
| 5   | The Brand-New Girl           | 白GEM       | 1stアルバム『Girls Entertainment Mixture』       | GEM                                      | Type-A CD(Disc-2)に収録                            |
| 6   | We're GEM!                   | 白GEM       | 1stシングル「We're GEM!」                        | GEM                                      |                                                    |
| 6   | We're GEM!                   | 白GEM       | 1stアルバム『Girls Entertainment Mixture』       | GEM                                      |                                                    |
| 7   | BFF                          | 白GEM       | 1stシングル「We're GEM!」                        | GEM                                      |                                                    |
| 7   | BFF                          | 白GEM       | 1stアルバム『Girls Entertainment Mixture』       | GEM                                      | Type-A CD(Disc-2)に収録                            |
| 8   | PAN-PAKA-PAN! (Song by GEM)  | -           | 1stシングル「We're GEM!」                        | GEM                                      |                                                    |
| 8   | PAN-PAKA-PAN! (Song by GEM)  | -           | 1stアルバム『Girls Entertainment Mixture』       | GEM                                      | Type-A CD(Disc-2)に収録                            |
| 9   | Do You Believe?              | 黒GEM       | 2ndシングル「Do You Believe?」                   | GEM                                      |                                                    |
| 9   | Do You Believe?              | 黒GEM       | 1stアルバム『Girls Entertainment Mixture』       | GEM                                      |                                                    |
| 10  | Like A Heartbeat             | 黒GEM       | 2ndシングル「Do You Believe?」                   | GEM                                      |                                                    |
| 10  | Like A Heartbeat             | 黒GEM       | 1stアルバム『Girls Entertainment Mixture』       | GEM                                      | Type-A CD(Disc-2)に収録                            |
| 11  | Star Shine Story             | 白GEM       | 3rdシングル「Star Shine Story」                  | GEM                                      |                                                    |
| 11  | Star Shine Story             | 白GEM       | 1stアルバム『Girls Entertainment Mixture』       | GEM                                      |                                                    |
| 12  | Can’t Stop Loving            | 白GEM       | 3rdシングル「Star Shine Story」                  | GEM                                      |                                                    |
| 12  | Can’t Stop Loving            | 白GEM       | 1stアルバム『Girls Entertainment Mixture』       | GEM                                      | Type-A CD(Disc-2)に収録                            |
| 13  | DANCIN' DANCIN' DANCE!!      | 黒GEM       | 1stアルバム『Girls Entertainment Mixture』       | 伊藤・小栗・村上・平野                   | Type-C CD(Disc-2)に収録                            |
| 14  | No Girls No Fun              | 黒GEM       | ミュージックカード「No Girls No Fun」            | 金澤・森岡・小栗・村上・武田・伊山・平野 |                                                    |
| 14  | No Girls No Fun              | 黒GEM       | 1stアルバム『Girls Entertainment Mixture』       | 金澤・森岡・小栗・村上・武田・伊山・平野 |                                                    |
| 15  | You You You                  | 黒GEM       | ミュージックカード「You You You」                | 伊藤・森岡・熊代・村上・武田             |                                                    |
| 15  | You You You                  | 黒GEM       | 1stアルバム『Girls Entertainment Mixture』       | 伊藤・森岡・熊代・村上・武田             |                                                    |
| 16  | Delightful Days              | 黒GEM       | ミュージックカード「Delightful Days」            | 金澤・南口・小栗・村上・武田・伊山・平野 |                                                    |
| 16  | Delightful Days              | 黒GEM       | 1stアルバム『Girls Entertainment Mixture』       | 金澤・南口・小栗・村上・武田・伊山・平野 |                                                    |
| 17  | Baby,Love me!                | 白GEM       | 4thシングル「Baby,Love me!」                     | GEM                                      |                                                    |
| 17  | Baby,Love me!                | 白GEM       | 1stアルバム『Girls Entertainment Mixture』       | GEM                                      |                                                    |
| 18  | Fine! 〜fly for the future〜 | -           | 5thシングル「Fine! 〜fly for the future〜」      | GEM                                      |                                                    |
| 18  | Fine! 〜fly for the future〜 | -           | 1stアルバム『Girls Entertainment Mixture』       | GEM                                      |                                                    |
| 19  | Tears in the sky             | -           | 1stアルバム『Girls Entertainment Mixture』       | GEM                                      | Type-B CD(Disc-2)に収録                            |
| 20  | FLY NOW!!                    | -           | 1stアルバム『Girls Entertainment Mixture』       | GEM                                      | Type-B CD(Disc-2)に収録                            |
| 21  | Party Up                     | -           | 1stアルバム『Girls Entertainment Mixture』       | GEM                                      | Type-B CD(Disc-2)に収録                            |
| 22  | Clarity                      | -           | 1stアルバム『Girls Entertainment Mixture』       | GEM                                      | Type-B CD(Disc-2)に収録                            |
| 23  | departure                    | -           | 1stアルバム『Girls Entertainment Mixture』       | GEM                                      | Type-B CD(Disc-2)に収録                            |
| 24  | きっと For You!              | -           | 1stアルバム『Girls Entertainment Mixture』       | 伊藤・武田                               | w-Street NAOGOYAのカバー曲 Type-C CD(Disc-2)に収録 |
| 25  | オネガイMoonlight            | -           | 1stアルバム『Girls Entertainment Mixture』       | 南口・熊代・村上・平野                   | w-Street OSAKAのカバー曲 Type-C CD(Disc-2)に収録   |
| 26  | Spotlight                    | -           | 6thシングル「Spotlight」                         | GEM                                      |                                                    |
| 27  | fRiEnDs                      | -           | 6thシングル「Spotlight」                         | 森岡・村上・伊山・西田                   |                                                    |
| 28  | ONE                          | -           | 6thシングル「Spotlight」                         | 熊代・野口                               |                                                    |
| 29  | Sugar Baby                   | -           | 7thシングル「Sugar Baby」                        | GEM                                      |                                                    |
| 30  | WHAT IF                      | -           | 7thシングル「Sugar Baby」                        | GEM                                      |                                                    |
| 31  | 夢の蕾                       | -           | 7thシングル「Sugar Baby」                        | GEM                                      |                                                    |
| 32  | キミと僕。                   | -           | ミュージックカード 「キミと僕。/ 最強 Summer!!」 | GEM                                      |                                                    |
| 33  | 最強 Summer!!                | -           | ミュージックカード 「キミと僕。/ 最強 Summer!!」 | GEM                                      |                                                    |
| 34  | Don't you wanna kiss?        | -           | (未音源化)                                       | LUNA from GEM                            | [ 注 9 ] [ 注 10 ]                                 |
| 35  | GALAXY                       | -           | (未音源化)                                       | SOL from GEM                             | [ 注 11 ] [ 注 10 ]                                |
| 36  | MJK                          | -           | (未音源化)                                       | SOL from GEM                             | [ 注 12 ]                                          |

なお、2017年12月8日に開催予定だったLUNA from GEMの定期公演でLUNA from GEMの新曲が初披露される予定だったが、開催中止のため新曲もお蔵入りとなった。

### 参加作品
| 発売日         | 作品名                              | 参加楽曲                              | 備考 |
| -------------- | ----------------------------------- | ------------------------------------- | --- |
| [ 注 13 ]      | TOMOSUKE×Jazzin' park presents LANA | [ 注 13 ]                             | 村上 |
| 2012年12月19日 | TRFリスペクトアイドルトリビュート!! | Love & Peace Forever                  | 伊藤・南口・熊代・村上・武田・伊山（iDOL Street名義）                                                                            |
| 2013年2月20日  | Celebration                         | Celebration                           | iDOL Street All Members名義 |
| 2013年6月12日  | 常夏ハイタッチ                      | PAN-PAKA-PAN!                         | 同上 |
| 2014年8月13日  | アッハッハ!〜超絶爆笑音頭〜         | ハッピー・サークル・ストリート        | 同上 |
| 2015年8月5日   | マジカル☆チェンジ                   | マジカル☆チェンジ                     | 南口・村上（マジカル☆どりーみん名義） テレビ東京「ジュエルペット マジカルチェンジ」オープニングテーマ                            |
| 2017年9月27日  | ハロ・クリダンス                    | ハロ・クリダンス 赤ずきんちゃん無用心 | 伊藤・森岡・村上（妖ベックス連合軍名義） テレビ東京「妖怪ウォッチ」エンディングテーマ テレビ東京「スナックワールド」劇中歌カバー |

### 映像作品
| 年     | 発売日   | タイトル                                                    | 販売形態         | 規格品番              |
| ------ | -------- | ----------------------------------------------------------- | ---------------- | --------------------- |
| 2015年 | 3月1日   | 第4回 秋の大運動会2014 〜アイドルの汗が眩しすぎンだよぉ!!〜 | DVD              | FCKK-260001           |
| 2015年 | 11月25日 | GEM Live Mixture 2015 〜2nd Anniversary〜                   | Blu-ray Disc DVD | AVXD-39238 AVBD-39237 |

## タイアップ
| 起用年 | 楽曲                         | タイアップ                                                                      | 収録作品                                    |
| ------ | ---------------------------- | ------------------------------------------------------------------------------- | ------------------------------------------- |
| 2014年 | We're GEM!                   | 『Music B.B.』1月度オープニングテーマ                                           | 1stシングル「We're GEM!」                   |
| 2014年 | We're GEM!                   | 静岡マラソン応援ソング                                                          | 1stシングル「We're GEM!」                   |
| 2014年 | PAN-PAKA-PAN! (Song by GEM)  | NHK Eテレ アニメ『はなかっぱ』オープニングテーマ（2014年1月 - ）                | 1stシングル「We're GEM!」                   |
| 2014年 | Do You Believe?              | 静岡朝日テレビ 2014年度『ピンクス』オープニングテーマ                           | 2ndシングル「Do You Believe?」              |
| 2014年 | Do You Believe?              | フジテレビ系 『ミューサタ』6月度エンディングテーマ                              | 2ndシングル「Do You Believe?」              |
| 2014年 | Do You Believe?              | 「キラチャレ2014」オフィシャルテーマソング                                      | 2ndシングル「Do You Believe?」              |
| 2015年 | No Girls No Fun              | 静岡朝日テレビ 2015年度番組『ピンクス』オープニングテーマ                       | 「No Girls No Fun」                         |
| 2015年 | Baby,Love me!                | テレビ東京系アニメ『ジュエルペット マジカルチェンジ』7月〜9月エンディングテーマ | 4thシングル「Baby,Love me!」                |
| 2016年 | Fine! 〜fly for the future〜 | 南知多ビーチランド 2016春CMテーマ                                               | 5thシングル「Fine! 〜fly for the future〜」 |
| 2016年 | Spotlight                    | tvk『POP PARADE』8月度テーマソング                                              | 6thシングル「Spotlight」                    |

## ライブ・イベント

### 単独ライブ
| 公演日          | 公演名                                                                               | 会場                          | 備考 |
| 2014年          | 2014年                                                                               | 2014年                        | 2014年 |
| --------------- | ------------------------------------------------------------------------------------ | ----------------------------- | --- |
| 2月15日         | 1日遅れのバレンタイン〜あなたのHeartを撃ち抜いちゃうぞ♪〜SPライブ                    | AKIBAカルチャーズ劇場         | 2回公演。ライブの模様はニコニコ生放送で生配信された。 |
| 3月8日・9日     | GEM Live Mixture 2014 〜Black or White〜                                             | 【愛知】名古屋LIVE HALL M.I.D | 各日2回公演（3月15日の1部は「GIRL'S NATURAL LIVE」）。7月19日に「Like A Heartbeat」を初披露。 |
| 3月15日・16日   | GEM Live Mixture 2014 〜Black or White〜                                             | 【東京】AKIBAカルチャーズ劇場 | 各日2回公演（3月15日の1部は「GIRL'S NATURAL LIVE」）。7月19日に「Like A Heartbeat」を初披露。 |
| 4月5日・6日     | GEM Live Mixture 2014 〜Black or White〜                                             | 【福岡】あるあるYY劇場        | 各日2回公演（3月15日の1部は「GIRL'S NATURAL LIVE」）。7月19日に「Like A Heartbeat」を初披露。 |
| 5月24日         | GEM Live Mixture 2014 〜Black or White〜                                             | 【静岡】浜松FORCE             | 各日2回公演（3月15日の1部は「GIRL'S NATURAL LIVE」）。7月19日に「Like A Heartbeat」を初披露。 |
| 7月19日         | GEM Live Mixture 2014 〜Black or White〜                                             | 【大阪】堺東Goith             | 各日2回公演（3月15日の1部は「GIRL'S NATURAL LIVE」）。7月19日に「Like A Heartbeat」を初披露。 |
| 9月13日         | GEM Live Mixture2014 初ワンマン!! 〜夢に輝け！Go for it★〜                           | 新宿BLAZE                     | 2回公演。「DANCIN' DANCIN' DANCE!!」を初披露。 |
| 12月23日・25日  | iDOL Street Thankyou 2014                                                            | DDD青山クロスシアター         | 23日は「GEMトナカイがやってきた」、25日は「GEMサンタとレッツパーティー」と銘打った公演。25日は2回公演。 |
| 2015年          |                                                                                      |                               | |
| 4月25日         | 名阪ライブ「GEM Live Mixture2015 〜step forward〜」                                  | 【愛知】THE BOTTOM LINE       | 各日2回公演。名古屋公演で「No Girls No Fun」・「You You You」・「Delightful Days」を初披露。 |
| 5月16日         | 名阪ライブ「GEM Live Mixture2015 〜step forward〜」                                  | 【大阪】umeda AKASO           | 各日2回公演。名古屋公演で「No Girls No Fun」・「You You You」・「Delightful Days」を初披露。 |
| 6月28日         | GEM Live Mixture2015 〜2nd Anniversary〜                                             | 赤坂BLITZ                     | ライブチケットはSold out。オープニングアクトとしてわーすたが出演。伊藤・武田の二人による「きっと For You!（アコースティックVer）」を披露。「Speed up 〜 DANCE NUMBER 〜 Speed up」を披露。ライブの模様はニコニコ生放送で生配信された。 |
| 7月31日         | 走るひと presents 「ノンストップ全力ライブ」 supported by adidas / New Balance       | 新宿BLAZE                     | @adidas |
| 8月24日         | 走るひと presents 「ノンストップ全力ライブ」 supported by adidas / New Balance       | 大丸心斎橋劇場                | @adidas 2回公演 |
| 12月9日         | 第2回 走るひと Presents 「ノンストップ全力ライブ」 supported by adidas / New Balance | 新宿BLAZE                     | @New Balance |
| 2016年          |                                                                                      |                               | |
| 5月3日          | GEM Live Mixture 2016 〜Best 10ct Forever〜                                          | 【大阪】松下IMPホール         | 武田の留学前ラストのワンマンライブ。東京公演の模様はニコニコ生放送で生配信された。 |
| 5月8日          | GEM Live Mixture 2016 〜Best 10ct Forever〜                                          | 【東京】品川ステラボール      | 武田の留学前ラストのワンマンライブ。東京公演の模様はニコニコ生放送で生配信された。 |
| 6月11日         | GEM Premium Mixture 2016 〜3rd Anniversary〜                                         | 新宿BLAZE                     | 2回公演 |
| 8月24日・25日   | 走るひと Presents「ノンストップ全力ライブ 2016」supported by New Balance             | 新宿BLAZE                     | 森岡・野口は不参加 |
| 2017年          |                                                                                      |                               | |
| 1月5日          | GEM 1st全国TOUR 〜YUMENO TSUBOMI〜                                                   | 【東京】新宿BLAZE             | 5カ所×1日2公演=十番笑歩（10番勝負）。各公演のセットリスト・演出を各メンバーが決めるため、毎公演異なる。 |
| 2月11日         | GEM 1st全国TOUR 〜YUMENO TSUBOMI〜                                                   | 【大阪】Music Club JANUS      | 5カ所×1日2公演=十番笑歩（10番勝負）。各公演のセットリスト・演出を各メンバーが決めるため、毎公演異なる。 |
| 2月12日         | GEM 1st全国TOUR 〜YUMENO TSUBOMI〜                                                   | 【愛知】THE BOTTOM LINE       | 5カ所×1日2公演=十番笑歩（10番勝負）。各公演のセットリスト・演出を各メンバーが決めるため、毎公演異なる。 |
| 3月3日          | GEM 1st全国TOUR 〜YUMENO TSUBOMI〜                                                   | 【北海道】DUCE SAPPORO        | 5カ所×1日2公演=十番笑歩（10番勝負）。各公演のセットリスト・演出を各メンバーが決めるため、毎公演異なる。 |
| 3月5日          | GEM 1st全国TOUR 〜YUMENO TSUBOMI〜                                                   | 【福岡】DRUM Be-1             | 5カ所×1日2公演=十番笑歩（10番勝負）。各公演のセットリスト・演出を各メンバーが決めるため、毎公演異なる。 |
| 2月5日          | 全国対バンTOUR 〜YUMEENO KIZUNA〜                                                    | 【北海道】Sound Lab mole      | フルーティーとの対バン |
| 4月2日          | 全国対バンTOUR 〜YUMEENO KIZUNA〜                                                    | 【愛媛】松山サロンキティ      | ひめキュンフルーツ缶との対バン |
| 4月8日          | 全国対バンTOUR 〜YUMEENO KIZUNA〜                                                    | 【福岡】ベスト電器福岡本店    | LinQとの対バン |
| 4月9日          | 全国対バンTOUR 〜YUMEENO KIZUNA〜                                                    | 【山口】RISING HALL           | 山口活性学園との対バン |
| 4月16日         | 全国対バンTOUR 〜YUMEENO KIZUNA〜                                                    | 【大阪】ESAKA MUSE            | 大阪☆春夏秋冬との対バン |
| 4月29日         | 全国対バンTOUR 〜YUMEENO KIZUNA〜                                                    | 【愛知】SPADE BOX             | さくらシンデレラとの対バン |
| 4月30日         | 全国対バンTOUR 〜YUMEENO KIZUNA〜                                                    | 【静岡】沼津ラクーン          | ORANGE PORTとの対バン |
| 5月6日          | GEM YUMENO TSUBOMI 〜追加笑歩〜                                                      | DIAMOND HALL                  | ゲストとして、1部に伊藤千由李（元チームしゃちほこ）、2部に7☆3が出演。「キミと僕。」を初披露。 |
| 6月12日         | GEM 4th Anniversary Live 〜YUMENO TSUBOMI〜                                          | 新宿BLAZE                     | 2回公演。それぞれの部でテーマが異なり、1部は「cute girls」、2部は「cool girls」だった。「最強 Summer!!」を初披露。また、1部と2部で異なる新SEを初披露。ライブの模様はニコニコ生放送で生配信された。                                     |
| 8月13日         | 東京アイドル劇場プレミアム「GEM公演」                                                | 品川グランドホール            | |
| 9月18日         | GEM LIVE 2017 〜Evolve〜                                                             | 東京キネマ倶楽部              | 2回公演。新グループ「LUNA from GEM」「SOL from GEM」を発表。「Don’t you wanna kiss」、「GALAXY」を初披露。ライブの模様はニコニコ生放送で生配信された。                                                                                 |
| 12月24日 (中止) | GEM X’mas PREMIUM LIVE 2017                                                          | 白金高輪SELENE b2             | 2回公演。グループの諸般の事情により中止。 |
| 2018年          |                                                                                      |                               | |
| 3月25日         | GEM LAST STAGE 〜Thank you GEMILY〜                                                  | 山野ホール                    | 解散前最後のワンマンライブ。留学期間中の武田も一時帰国して9名で開催。 |

### 定期公演
| 公演日                                                  | 公演名                                  | 会場                   | 備考 |
| 2013年                                                  | 2013年                                  | 2013年                 | 2013年 |
| ------------------------------------------------------- | --------------------------------------- | ---------------------- | --- |
| 8月9日・16日・23日・30日                                | GEM Live Mixture 2013                   | TwinBox AKIHABARA      | 各日2回公演。10月27日・11月17日・23日・24日・12月1日は、シングル「We're GEM!」予約イベント。12月24日〜29日はリリースイベント（全てCD購入者対象の握手会を含む）。8月9日に「Just! Call Me」、30日に「The Brand-New Girl」、10月27日に「We're GEM!」、12月1日に「BFF」、28日には「PAN-PAKA-PAN!」を初披露。12月24日・25日は「クリスマス・イヴ / クリスマスSpecial」、26日〜29日は「年忘れライブ」と銘打ったライブを開催。12月1日以降のセットリストおよび構成はメンバーが企画。8月16日は金澤が欠席。ライブの模様はニコニコ生放送で生配信された。 |
| 9月8日・15日                                            | GEM Live Mixture 2013                   | 名古屋LIVE HALL M.I.D  | 各日2回公演。10月27日・11月17日・23日・24日・12月1日は、シングル「We're GEM!」予約イベント。12月24日〜29日はリリースイベント（全てCD購入者対象の握手会を含む）。8月9日に「Just! Call Me」、30日に「The Brand-New Girl」、10月27日に「We're GEM!」、12月1日に「BFF」、28日には「PAN-PAKA-PAN!」を初披露。12月24日・25日は「クリスマス・イヴ / クリスマスSpecial」、26日〜29日は「年忘れライブ」と銘打ったライブを開催。12月1日以降のセットリストおよび構成はメンバーが企画。8月16日は金澤が欠席。ライブの模様はニコニコ生放送で生配信された。 |
| 10月27日・11月23日・12月29日                            | GEM Live Mixture 2013                   | AKIBAカルチャーズ劇場  | 各日2回公演。10月27日・11月17日・23日・24日・12月1日は、シングル「We're GEM!」予約イベント。12月24日〜29日はリリースイベント（全てCD購入者対象の握手会を含む）。8月9日に「Just! Call Me」、30日に「The Brand-New Girl」、10月27日に「We're GEM!」、12月1日に「BFF」、28日には「PAN-PAKA-PAN!」を初披露。12月24日・25日は「クリスマス・イヴ / クリスマスSpecial」、26日〜29日は「年忘れライブ」と銘打ったライブを開催。12月1日以降のセットリストおよび構成はメンバーが企画。8月16日は金澤が欠席。ライブの模様はニコニコ生放送で生配信された。 |
| 11月17日・11月24日・12月1日・12月26日・27日・28日       | GEM Live Mixture 2013                   | DDD青山クロスシアター  | 各日2回公演。10月27日・11月17日・23日・24日・12月1日は、シングル「We're GEM!」予約イベント。12月24日〜29日はリリースイベント（全てCD購入者対象の握手会を含む）。8月9日に「Just! Call Me」、30日に「The Brand-New Girl」、10月27日に「We're GEM!」、12月1日に「BFF」、28日には「PAN-PAKA-PAN!」を初披露。12月24日・25日は「クリスマス・イヴ / クリスマスSpecial」、26日〜29日は「年忘れライブ」と銘打ったライブを開催。12月1日以降のセットリストおよび構成はメンバーが企画。8月16日は金澤が欠席。ライブの模様はニコニコ生放送で生配信された。 |
| 12月24日・25日                                          | GEM Live Mixture 2013                   | アキバ☆ソフマップ1号店 | 各日2回公演。10月27日・11月17日・23日・24日・12月1日は、シングル「We're GEM!」予約イベント。12月24日〜29日はリリースイベント（全てCD購入者対象の握手会を含む）。8月9日に「Just! Call Me」、30日に「The Brand-New Girl」、10月27日に「We're GEM!」、12月1日に「BFF」、28日には「PAN-PAKA-PAN!」を初披露。12月24日・25日は「クリスマス・イヴ / クリスマスSpecial」、26日〜29日は「年忘れライブ」と銘打ったライブを開催。12月1日以降のセットリストおよび構成はメンバーが企画。8月16日は金澤が欠席。ライブの模様はニコニコ生放送で生配信された。 |
| 2015年                                                  |                                         |                        | |
| 1月16日・30日・2月6日・20日・3月13日・27日              | GEM Live Mixture2015 〜2nd STAGE〜      | AKIBAカルチャーズ劇場  | 「変化」や「挑戦」をテーマに公演された。ライブの模様はアイドル専門チャンネルPigooで生中継された。 |
| 4月10日・5月8日・22日・6月5日・19日                     | GEM Live Mixture2015 〜2nd STAGE next〜 | AKIBAカルチャーズ劇場  | 毎回テーマがあり、4月10日は「人数非固定」、5月8日は「ダンス&ヴォーカルの追求」、5月22日は「カバーメドレー」、6月5日は「ダンス&ヴォーカルの追求」、6月19日は「ファイナル」 だった。6月19日は伊藤が体調不良により不参加。ライブの模様はアイドル専門チャンネルPigooで生中継された。 |
| 2016年                                                  |                                         |                        | |
| 2月26日・3月28日                                        | GEM Live Mixture 2016 〜3rd STAGE〜     | 新宿BLAZE              | 各日2回公演 |
| 7月16日・8月21日・9月18日・10月22日・11月20日・12月17日 | GEM Live Mixture 2016 〜4th STAGE〜     | AKIBAカルチャーズ劇場  | 各日2回公演。毎回テーマがあり、7月16日は「新メンバーにSpotlightを当てる」、8月21日は「夏」、9月18日は「学園祭」、10月22日は「ハロウィーン」、11月20日は「ストリート生から現在まで」、12月17日は「クリスマス」だった。10月22日の公演で、初の全国ツアー、全国対バンツアー開催を同時発表。8月21日は森岡・野口が不参加。 |
| 2017年                                                  |                                         |                        | |
| 7月3日・17日・8月7日・21日・9月4日                      | Girls Entertainment Mixture             | AKIBAカルチャーズ劇場  | 8月21日は小栗が不参加。ライブの模様はアイドル専門チャンネルPigooで生中継された。 |
| 10月12日・11月10日・29日(中止)                          | GEM SOL/LUNA 定期ライブ 2017            | 恵比寿CreAto           | SOL定期ライブ。11月10日に「MJK」初披露。11月29日はグループの諸般の事情により中止。 |
| 10月26日・11月15日・12月8日(中止)                       | GEM SOL/LUNA 定期ライブ 2017            | 恵比寿CreAto           | LUNA定期ライブ。12月8日はグループの諸般の事情により中止。 |

### イベント
※レーベル内のイベントにも出演するほか、イベント終了後の握手会なども開催。

## 出演

### テレビ

#### レギュラー
- あいどりゅ☆（2015年10月7日 - 2016年3月30日、日本海テレビ）

#### 冠番組
- GEM can do it?（2016年1月3日 - 2018年1月19日、全50回、アイドル専門チャンネルPigoo） - 初の冠レギュラー [100]

#### 音楽番組
- ライブB♪（2013年12月24日、TBSテレビ） - 音楽番組でメジャーデビュー曲初披露
- ミュージックドラゴン 〜音楽龍〜（2014年1月3日、日本テレビ）
- アイドルお宝くじ 日本全国アイドル大集合SP〜お宝カヴァーしNIGHT2014（2014年12月26日、テレビ朝日）
- アイドルお宝くじ（2015年6月5日・12日・19日、7月3日・10日、8月21日・28日、9月4日・11日・18日、10月2日・9日、2016年3月25日、4月8日・22日・29日、7月29日、8月19日、2017年2月11日、テレビ朝日）
- アイドルお宝くじ 特別編 真夏のガチバトルinテレ朝夏祭り（2015年7月26日、テレビ朝日）
- ONGAX NARITAアイドルFes 2015（2015年9月24日、千葉テレビ）
- FULL CHORUS 〜音楽は、フルコーラス〜（2016年3月15日、BSスカパー!）
- Nippn Idol Cup（2016年4月13日 - 5月25日、BSスカパー!）
- バズリズム（2016年4月15日、日本テレビ）
- 魁!ミュージック（2016年8月21日、フジテレビ）
- POP PARADE（2016年9月1日、テレビ神奈川）

#### テレビドラマ
- 福岡恋愛白書8（2013年3月22日、KBCテレビ） - 森岡[101]
- 超絶☆絶叫ランド（2013年7月17日 - 9月25日、CBC・TBS系列） - 金澤・伊藤・小栗[102]
- オキナワノコワイハナシ2015夏「アイドル」（2015年8月5日、琉球放送） -南口・浅川梨奈とW主演[103]

#### その他のテレビ番組
- おじゃまっテレ ワイド&ニュース（2013年7月3日・10月18日・12月24日、福井放送） - 武田（クローズアップ特集）
- FBCスペシャル「きみの未来は無限大 〜2500人から選ばれし少女〜」（2014年1月24日、福井放送）
- GIRL'S NATURAL LIVE 2014 SPRING〜GEM〜（2014年5月10日、アイドル専門チャンネルPigoo）
- ch223 〜2人のディファレンス〜（2015年2月21日、静岡朝日テレビ） - 武田（paletのメンバー武田紗季と共演）
- LaLaLaシネマらぼ（2015年4月4日 - 2017年12月23日、関西テレビ） - 村上（番組キャラクターの声優）
- iDOL Street スペシャル（2015年9月21日、Music Japan TV）
- アイドリぃむ！TV（2016年9月12日・19日・10月31日・11月27日、CBCテレビ） - 伊藤・小栗（2016年9月12日・19日・10月31日）・全員（2017年11月27日）
- 全力坂（2017年2月1日・2日・6日・7日・3月9日・13日、テレビ朝日） - 金澤（2月2日・7日）・伊藤（2月1日・6日）・西田（3月9日・13日）
- アイドリアル〜アイドルの今を切り取る〜（2017年2月24日、フジテレビ） - 伊藤と伊山を中心としたメンバーの密着ドキュメンタリー
- 校則違反修学旅行（2017年11月4日 - 12月9日、韓国JTBC） - 小栗・西田

### ラジオ
- SUPER☆GiRLS勝田梨乃の語りーの（2012年10月6日 - 2013年3月30日、毎週土曜、HBCラジオ） - 金澤（ - 2013年2月9日、アシスタント出演）
- GIRLS♥GIRLS♥GIRLS =RED ZONE=「GEM★カラット」（2014年7月3日 - 2017年3月30日、FM-FUJI）[104]
- GEM伊藤千咲美&西田ひらりの「ちさひらcafe」（2016年10月7日 - 2018年3月29日、ラジオ日本）
- 60TRY部（2016年12月14日、ラジオ日本） - 村上（スペシャルパーソナリティー）

### 短編映画
- 野ばらに寄す（2013年、監督：金井純一） - 武田（主演）[105]

### CM
- Wii専用ゲームソフト『いっしょに遊ぼう! ドリームテーマパーク』（2011年12月15日、バンダイナムコゲームス） - 武田[106]

### MV
- Dream5 「Like & Peace!」（2011年7月20日、avex trax） - 伊山（Dream5ダンサーズ）[107][108]
- chaqq 「Amy」（2013年8月7日、HEAD LINE） - 金澤[109]

### 舞台
- 劇団四季『ライオンキング』名古屋公演（2005年 - 2006年） - 伊藤（ヤングナラ 役）[110]
- 劇団ひまわり『家なき子』名古屋公演（2006年3月4日・5日、アートピアホール） - 伊藤（妹も出演）[111]
- SUPER☆GiRLS 〜超絶☆歌劇団〜
  - 旗揚げ公演『妄想GiRLS』（2012年9月15日 - 22日、東京タワーフットタウン） - 伊山
  - 大阪・名古屋公演『妄想GiRLS』・『回想GiRLS』（2013年3月25日、ABCホール・4月6日、中電ホール） - 南口・村上・伊山
  - 超絶☆歌劇団 2013『SUPER☆WORLD 〜彼女達の冒険〜』（2013年11月2日 - 9日、DDD青山クロスシアター） - 森岡・武田（メインキャスト） ※他のメンバーは日替わり出演
  - 超絶☆歌劇団 2015『SUPER☆WORLD RETURNS 〜彼女達の冒険〜』（2015年2月11日 - 15日、DDD青山クロスシアター） - 金澤・伊藤・森岡・小栗・村上・武田・平野
- アリスインプロジェクト
  - 2013春公演『アリスインデッドリースクール オルタナティブ』（2013年3月20日 - 24日、六行会ホール） - 金澤
  - 『時空警察ヴェッカー1983』（2013年8月14日 - 18日、笹塚ファクトリー） - 金澤
- ブルーカバーアクターズPresents『デバッグトレジャー』（2014年10月2日 - 5日、新宿村LIVE） - 金澤
- Girls Street Theater 2015『座・花御代コンチェルト』（2015年11月6日 - 15日、CBGKシブゲキ!!）- 金澤・南口・森岡・小栗・村上・伊山・武田
- 演劇ユニット3LDK『カサブタかきむしれっ!』（2016年3月2日、中野ザ・ポケット） - 森岡
- 劇団た組。
  - 舞台版『惡の華』（2016年7月27日 - 31日、浅草ゆめまち劇場） - 森岡
  - 番外公演『悪役令嬢後宮物語』（2016年9月28日 - 10月2日、サンモールスタジオ） - 金澤
- 舞台版『ReLIFE／リライフ』（2016年9月8日 -19日、サンシャイン劇場/9月24日 - 25日、梅田芸術劇場 シアター・ドラマシティ） - 森岡（玉来ほのか 役（ダブルキャスト）
- 『空想ペルクライム / Les Nankayaru』（2017年8月24日・25日、中目黒キンケロシアター） - 森岡
- 宮崎理奈プロデュース公演『不思議の国のカンタータ 〜泣き声混じりの空想歌〜』（2017年11月22日 - 26日、新宿村LIVE） - 森岡・西田（ダブルキャスト）
- タタカッテシネ第4.5回公演『燈火の中、貴方を想ふ』（2017年12月7日、劇場HOPE） - 森岡（ゲスト）

### ネット配信

#### レギュラー
- GEMなう。（2013年7月1日 - 2016年5月19日、全67回、YouTube） - 自主制作コンテンツ[注 24]
- 金曜日だよ! GEMなう。（2014年3月7日 - 2018年3月23日、SHOWROOM） - 出演メンバーは毎回入れ替わり
- GEMなう。2（2017年7月16日 - 2017年11月1日、全4回、YouTube） - 自主制作コンテンツ
- ABEMA BOATRACE SPACE『クロちゃんとクルーちゃん2nd』（2023年4月7日 - 2024年3月29日、ABEMA） - 平野のみ

#### その他の配信
- スパガのまだまだ夏MAX盛り!青森ねぶた生中継でゴー!（2012年8月6日、ニコニコ生放送） - 金澤（現地レポーター）
- アンジャッシュ児嶋の今夜はイジらないで!!（2013年5月19日・6月16日、ニコニコ生放送） - 金澤・森岡・熊代
- 超絶夢ランド 事前学習 特別番組@アメスタ（2013年9月12日、Ameba Studio） - 金澤・森岡
- 新春メジャーデビュー記念特番 ! 〜『We're GEM!ジェムです♪』〜（2014年1月1日、Ameba Studio）
- 生配信だよ! GEMなう。（2014年1月25日、SHOWROOM）
- 「GEM Live Mixture2014 初ワンマン!! 〜夢に輝け！Go for it★〜」開催記念特番（2014年8月25日、Ameba Studio）
- 「iDOL Street Carnival 2015 〜GOLDEN PARADE!!!!!〜」特別番組（2015年4月7日、SHOWROOM） - 金澤・森岡
- GEM LINE LIVE CAST（2015年5月20日、LINE LIVE） - 金澤・伊藤・森岡・熊代・小栗・村上・武田・伊山・平野
- GEM結成2周年記念特別番組「磨かれながら宝石になれ!3年目突入SP!!!」（2015年6月11日、Ameba Studio）
- GEM結成2周年記念!! 6時だよ!GEMILY集合! 〜金GEM約2時間スペシャル〜（2015年6月26日、SHOWROOM）
- iDOL Street 5周年記念「日本列島縦断の旅」スペシャル特番（2015年8月31日・9月17日、SHOWROOM） - 金澤・森岡（8月31日）、村上・武田・伊山（9月17日）
- 4thシングル「Baby,Love me!」リリース記念特番（2015年9月28日、Ameba Studio） - 金澤・森岡・熊代・小栗・村上・武田・伊山・平野
- シネドラCheck!（2016年3月1日 - 、GYAO!） - 金澤、小栗
- TOKYO IDOL NET presents アイドルと学ぶ「カメラ基礎講座」（2016年5月9日 - 、不定期、SHOWROOM） - 金澤（レギュラー）
- 夏のアイスト祭り第1弾!GEM 6thシングル「Spotlight」リリース記念 メンバー全員生出演特番（2016年7月4日、ニコニコ生放送）
- むらかみゅーじっく on Listen with（2016年10月19日・11月16日・12月21日・2017年4月12日・5月17日・6月14日、KKBOX、うたパス） - 村上
- 明日、ネット記事になるTV 〜GEM編〜（2017年2月28日、AbemaTV） - 伊藤・南口・熊代・小栗・村上

### ソーシャルゲーム
- IDOL☆J@M（2012年8月31日 - 、GREE）[113]
- アイドルジャムZ（2014年2月18日 - 、GREE）[114]

### アプリ
- 山手線ガールズ（2012年9月3日 - 2013年4月15日[115]、山手線トレインネット・山手線エキナカネット） - iDOL Street3期生[116]

## 書籍

### 雑誌掲載
- B.L.T. iDOL Street版『SIZZLE STREET』（2013年2月 - 2016年、東京ニュース通信社）[117]